# Megachile furcata
Megachile furcata är en biart som beskrevs av Joseph Vachal 1909. Megachile furcata ingår i släktet tapetserarbin, och familjen buksamlarbin. Inga underarter finns listade i Catalogue of Life.